# نهائي كأس أوكرانيا 2016–2017
نهائي كأس أوكرانيا 2017 هي المباراة النهائية ضمن بطولة كأس أوكرانيا 2016–2017، أقيمت المباراة في مدينة خاركيف يوم 17 مايو 2017 بين نادي شاختار دونيتسك ونادي دينامو كييف.

## المباراة
| شاختار دونيتسك         | 1–0     | دينامو كييف |
| ---------------------- | ------- | ----------- |
| مارلوس 8' · مارلوس 81' | التقرير |             |